# Solente
Solente es una comuna francesa situada en el departamento de Oise, en la región Hauts-de-France.

## Demografía
| 116 | 112 | 103 | 97 | 97 | 87 | 113 | 141 |
| Para los censos de 1962 a 1999 la población legal corresponde a la población sin duplicidades (Fuente: INSEE [Consultar]) |     |     |    |    |    |     |     |